# Efekt Paschena-Backa
Efekt Paschena-Backa – zjawisko rozszczepienia linii widmowych atomu w silnym zewnętrznym polu magnetycznym. Pole to musi być silne na tyle, aby sprzężenia między orbitalnym i spinowym momentem magnetycznym atomu uległo zerwaniu. Zachodzi to, w zależności od rodzaju atomu, dla pól o indukcji rzędu 1 tesli [T] lub większych.
Wówczas moment magnetyczny ma postać:
{\displaystyle {\vec {\mu }}=-{\frac {\mu _{B}}{\hbar }}({\vec {L}}+2{\vec {S}}).}
Zmiana energii stanu wywołana tym efektem przyjmuje wartość:
{\displaystyle \Delta E=-{\vec {\mu }}\cdot {\vec {B}},}
{\displaystyle \Delta E={\frac {\mu _{B}}{\hbar }}B(L_{2}+2S_{2}),}
{\displaystyle \Delta E=\mu _{B}B(m_{L}+2m_{S}).}
Dostępnymi regułami wyboru są:
{\displaystyle {\begin{cases}\Delta m_{S}=0\\\Delta m_{L}=0,\pm 1\end{cases}}}
Oznacza to również, że w silnym polu magnetycznym stan atomu jest dobrze określony za pomocą liczb kwantowych L, S oraz ich rzutów {\displaystyle m_{L}} oraz {\displaystyle m_{S}.} Liczba kwantowa J już nie opisuje stanu kwantowego tak dobrze, jak w przypadku, gdy obowiązuje sprzężenie L-S (Russella-Saundersa).